# Martin Toporek
Martin Toporek (Austria, 15 de febrero de 1961) es un atleta austriaco retirado especializado en la prueba de 5 km marcha, en la que consiguió ser medallista de bronce europeo en pista cubierta en 1982.

## Carrera deportiva
En el Campeonato Europeo de Atletismo en Pista Cubierta de 1982 ganó la medalla de bronce en los 5 km marcha, con un tiempo de 20:19.47 segundos, tras los italianos Maurizio Damilano y Carlo Mattioli.